# Tha Luang (huyện)
Tha Luang (tiếng Thái: ท่าหลวง) là một huyện (amphoe) ở phía đông của tỉnh Lopburi, miền trung Thái Lan.

## Lịch sử
Tiểu huyện (King Amphoe) được lập ngày 15 tháng 11 năm 1978, khi 4 tambon Tha Luang, Sab Champha, Nong Phak Waen và Kaeng Phak Kut đã được tách ra từ Chai Badan. Ngày 26 tháng 5 năm 1989, tiểu huyện được nâng thành huyện.

## Địa lý
Hồ chứa nước Pasak Jolasit là nguồn nước chính của huyện này, phục vụ thủy lợi và nghề cá.
Các huyện giáp ranh (từ phía bắc theo chiều kim đồng hồ) là Chai Badan và Lam Sonthi của Lopburi, Muak Lek của Saraburi Province, và Phatthana Nikhom của Lopburi.

## Hành chính
Huyện này được chia thành 6 phó huyện (tambon), các đơn vị này lại được chia ra thành 43 làng (muban). Ban Tha Luang là thị trấn (thesaban tambon) nằm trên một số khu vực của tambon Tha Luang. Có 6 Tổ chức hành chính tambon.
| STT | Name           | Thai name | Số làng | Dân số |  |
| --- | -------------- | --------- | ------- | ------ |  |
| 1.  | Tha Luang      | ท่าหลวง    | 9       | 8.429  |  |
| 2.  | Kaeng Phak Kut | แก่งผักกูด   | 8       | 3.894  |  |
| 3.  | Sab Champha    | ซับจำปา    | 7       | 4.358  |  |
| 4.  | Nong Phak Waen | หนองผักแว่น | 8       | 4.535  |  |
| 5.  | Thale Wang Wat | ทะเลวังวัด  | 5       | 1.425  |  |
| 6.  | Hua Lam        | หัวลำ      | 6       | 5.355  |  |